# Hyundai Rotem
Rotem é uma companhia sul-coreana fabricante de material rodante ferroviário, armamento e equipamento para centrais eléctricas. Faz parte do grupo Hyundai Motor Group.
Fundada em 1970, emprega 3.500 pessoas na Coreia do Sul, exportando para 29 países em todo o mundo.

## História

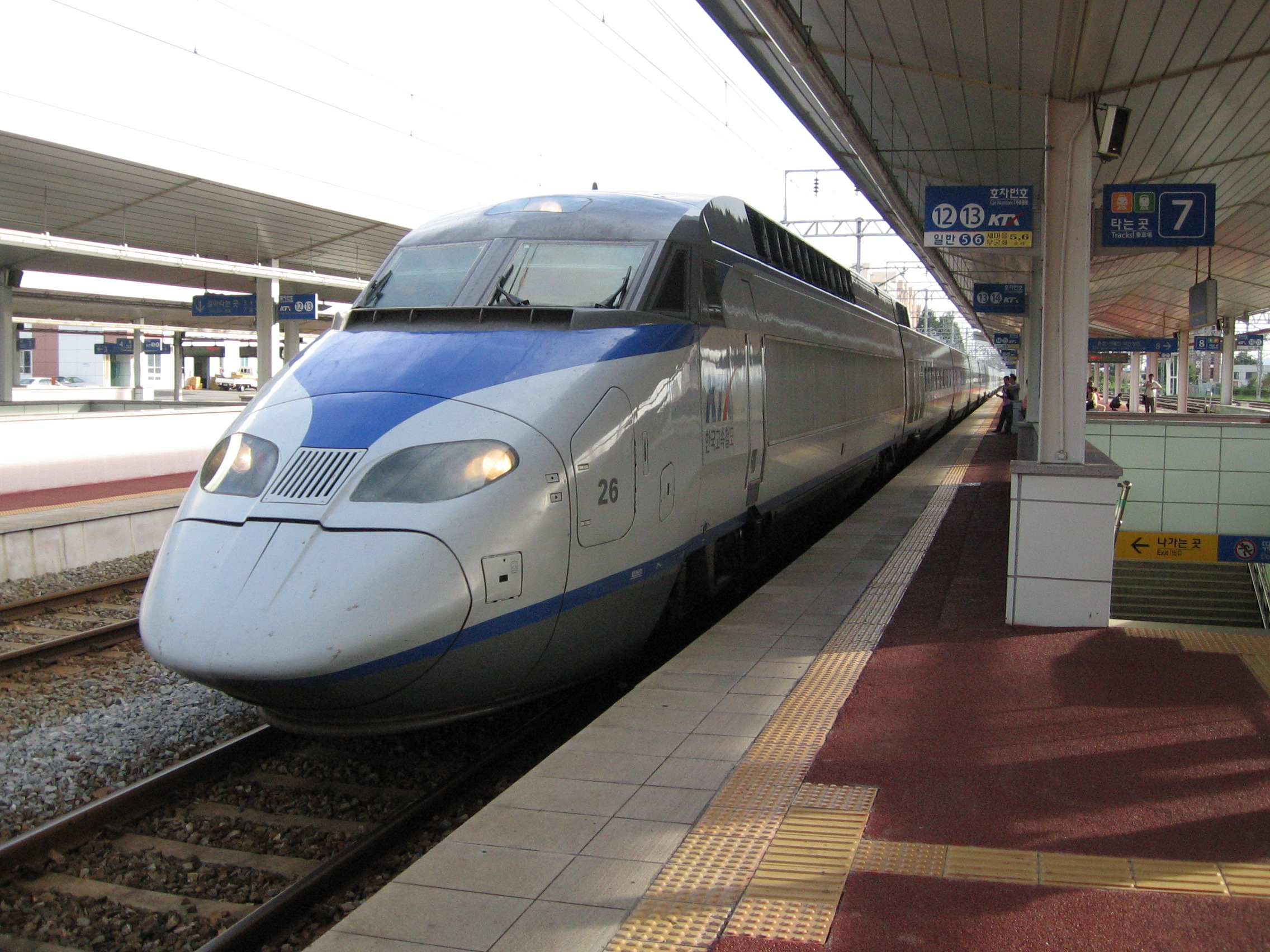
KTX, em Seongjeongni.

A empresa foi fundada em 1999 como a Coreia do Material Circulante Corporation (Koros), o resultado da fusão entre a então três principais divisões do material circulante de Hanjin Heavy Industries, Daewoo Heavy Industries e Hyundai Precision & Industries. A empresa posteriormente mudou seu nome para Railroading Technology System, ou Rotem, em 1 de Janeiro de 2002. Ele adotou seu nome atual em dezembro de 2007 para refletir seu atual proprietário. Hyundai Rotem emprega atualmente 3.800 e exportados para 29 países em todo o mundo.

## Produtos

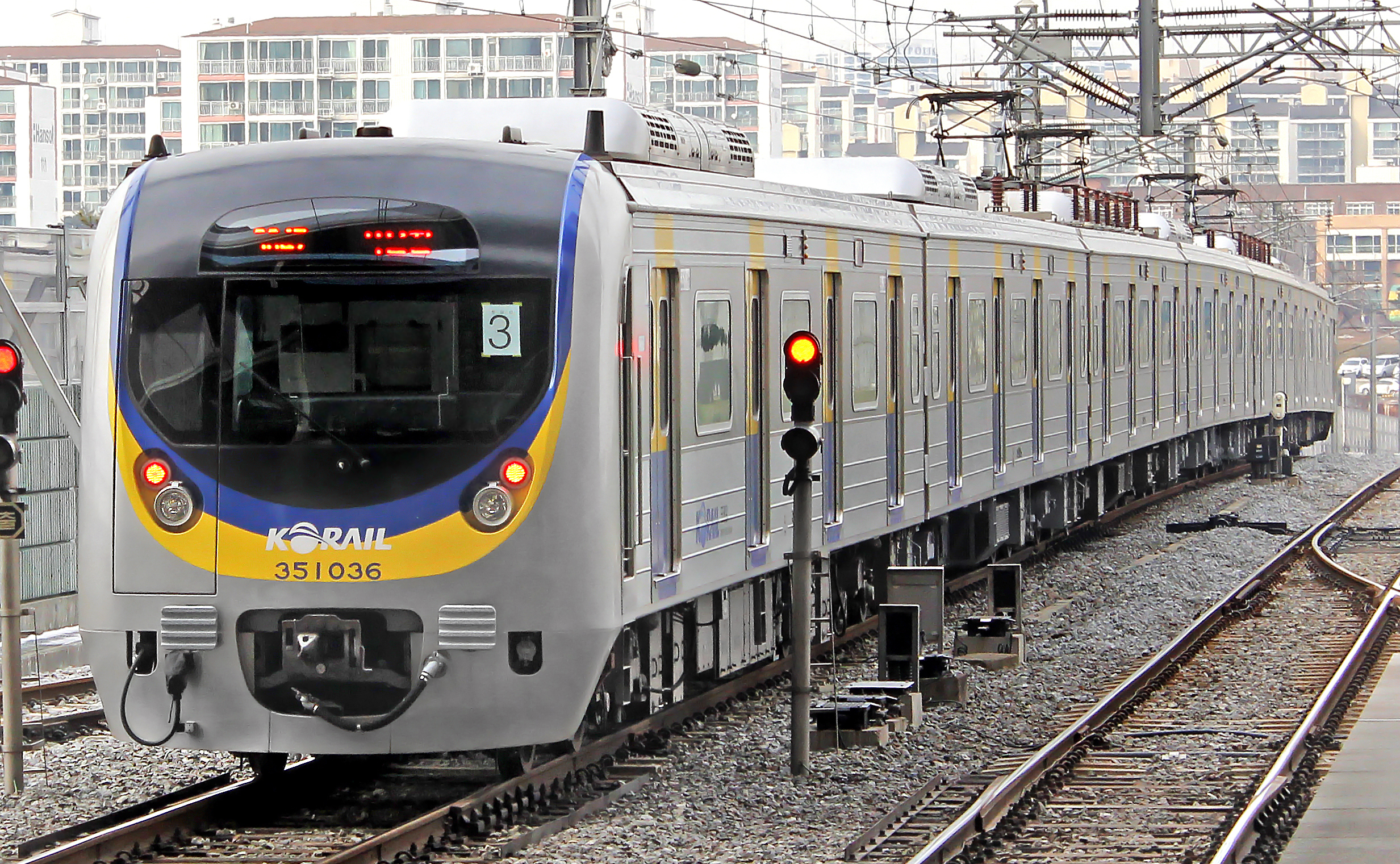
Classe 351000 do Metrô de Seul.

Projetos notáveis incluem o fornecimento da maior parte  do material rodante da Coreia do Sul, que incluem trens de alta velocidade  KTX da Korail , os TUEs e locomotivas elétricas. Outros projetos na Coreia do Sul incluem o fornecimento de todas as unidades elétricas do metrô de Seul,  do Seoul Metropolitan Rapid Transit, e da Linha  Shinbundang . 
Os produtos internacionais incluem o K-Stocks da MTR em Hong Kong, os TUEs de passageiros em Taiwan, trens para o metrô de Nova Delhi e também trens automatizados para o Canadá, na linha entre o centro de Vancouver e Richmond, na Columbia Britânica. Também forneceram trens para suprir o sistema do  Silverliner V da SEPTA Regional Rail na Filadélfia, Pensilvânia . A FNF (Ferrovias Nacionais Filipinas) firmou parceria com a Hyundai Rotem para atualizar trens e construir estações, sistemas de conveniência e transporte rápido, na Ilha de Luzon.

## Hyundai Rotem Brasil
A fábrica da Hyundai Rotem no Brasil foi inaugurada em 30 de março de 2016, e fica localizada no município de Araraquara, interior do estado de São Paulo.
- Entre 2006/2007 forneceu TUEs que formam a Série 2005 da SuperVia, no Rio de Janeiro.
- Em 2008 e 2015/2016, forneceu os TUEs para a empresa CCR Metrô Bahia, concessionária do Metrô de Salvador.
- Em 2009/2010 e 2016/2017, foi a fornecedora de equipamentos e material rodante para a empresa ViaQuatro, concessionária da Linha 4 do Metrô de São Paulo.
- Entre 2017/2019 forneceu os TUEs que formam a Série 9500 da CPTM, em São Paulo.